# Jhojan Julio
Jhojan Esmaider Julio Palacios (ur. 11 lutego 1998 w Quito) – ekwadorski piłkarz występujący na pozycji ofensywnego pomocnika lub skrzydłowego, reprezentant Ekwadoru, od 2025 roku zawodnik meksykańskiej Tijuany.
Jest bratem przyrodnim Andersona Julio i Madisona Julio, również piłkarzy. 